# Uriarte
Uriarte es un apellido de origen vasco, que en la lengua euskera significa "entre ciudades". Según Koldo Mitxelena la etimología correcta del apellido sería el "espacio intermedio de la villa".
Es un apellido equivalente a Iriarte, siendo Uriarte la versión en el dialecto occidental del euskera (Vizcaya,Álava y oeste de Guipúzcoa), mientras que Iriarte es originario de los dialectos centrales (Guipúzcoa) y  navarros (Navarra). La versión vascofrancesa del mismo apellido sería Hiriart.
A 1 de enero de 2023, residían en España 5827 personas con Uriarte como primer apellido y 5541 con Uriarte como segundo apellido, de las que 83 tenían Iriarte Iriarte como ambos apellidos, según datos del Instituto Nacional de Estadística.